# Vodní nádrž Pilská
Vodní nádrž Pilská je vodní nádrž nacházející se na toku Sázavy převážně na severu území města Žďáru nad Sázavou, avšak zasahující i do katastrálního území obce Polnička. Vybudována byla v letech 1959–1962 na místě původního rybníka Pilský, homogenní zemní hráz se nachází na místě původní rybniční hráze. Účelem nádrže bylo zásobování vodou pro strojírenský průmysl ve městě, nyní slouží především jako rekreační oblast, pro rybolov nebo jako ochrana před povodněmi. V blízkosti nádrže byl v roce 2014 zřízen rekreační areál Pilák.
Vodní nádrží prochází historická zemská hranice Čech a Moravy. U nádrže bylo 6. listopadu 2009 slavnostně odhaleno sousoší "Hraniční kámen" od Michala Olšiaka, tvořené pískovcovým "hraničním kamenem" a betonovými sochami lva a orlice, nacházející se přibližně 100 metrů jižně od hranice Čech a Moravy. Odlišné umístění, než je skutečná hranice Čech a Moravy, bylo vybráno kvůli majetkovým poměrům.

### Externí odkazy

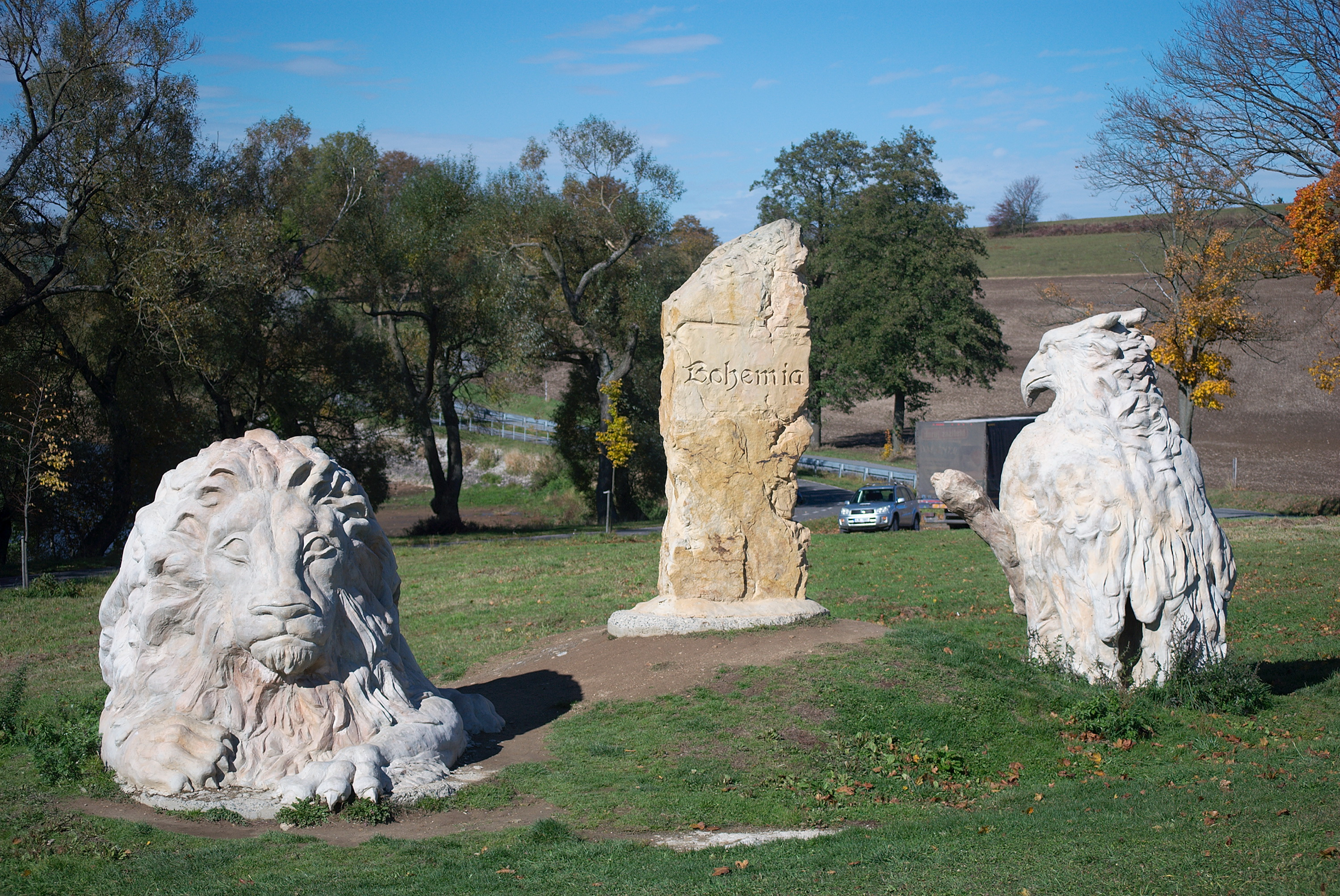
Sousoší "Hraniční kámen" od Michala Olšiaka